# Chunroides
Chunroides är ett släkte av insekter. Chunroides ingår i familjen dvärgstritar.
Kladogram enligt Catalogue of Life:
| Chunroides | \| \| Chunroides knighti \| \| \| \| \| \| Chunroides patulus \| \| \| \| \| \| Chunroides wallabensis \| \| \| \| |
|            | \| \| Chunroides knighti \| \| \| \| \| \| Chunroides patulus \| \| \| \| \| \| Chunroides wallabensis \| \| \| \| |
|            | Chunroides knighti                                                                                                 |
|            | |
|            | Chunroides patulus                                                                                                 |
|            | |
|            | Chunroides wallabensis                                                                                             |
|            | |